# Le Film de ma vie
Pour plus de détails, voir Fiche technique et Distribution.
Le Film de ma vie est un film dramatique brésilien écrit et réalisé par Selton Mello et sorti en 2017.
Le film est tiré du roman Un père lointain (2010) de l'auteur chilien Antonio Skármeta.

## Synopsis
En 1963, Tony Terranova, fils d’un français et d’une brésilienne, est professeur de français. Il s’occupe d’enfants en crise et vit une histoire d’amour avec Luna. Mais bientôt les révélations sur son père le perturbent.

## Fiche technique
- Titre original : O Filme da Minha Vida
- Titre français : Le Film de ma vie
- Réalisation : Selton Mello
- Scénario : Selton Mello, Antonio Skármeta, Marcelo Vindicato
- Photographie : Walter Carvalho
- Montage :
- Musique :
- Pays d'origine : Brésil
- Langue originale : portugais
- Format : couleur
- Genre : dramatique
- Durée : 113 minutes
- Dates de sortie : 2017
  - The Movie of My Life
  - Le film de ma vie
  - Фильм моей жизни[2]

## Distribution
- Vincent Cassel
- Selton Mello
- Bruna Linzmeyer